# Johann Baptist von Ruffini

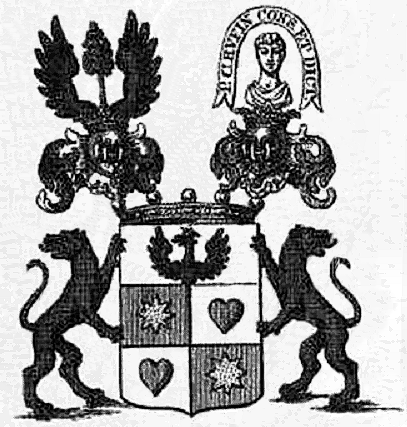
Wappen des Freiherrn Franz Xaver von Ruffini 1769

Johann Baptist Reichsritter von Ruffini, ursprünglich Johann Baptist Ruffini zu Tiefenburg, (* 1672 in Meran; † 16. Juni 1749 in München) entstammte einem alten Tiroler Adelsgeschlecht mit italienischen Wurzeln. Ruffini stieg zu einem bedeutenden Salzkaufmann im Kurfürstentum Bayern auf.

## Leben

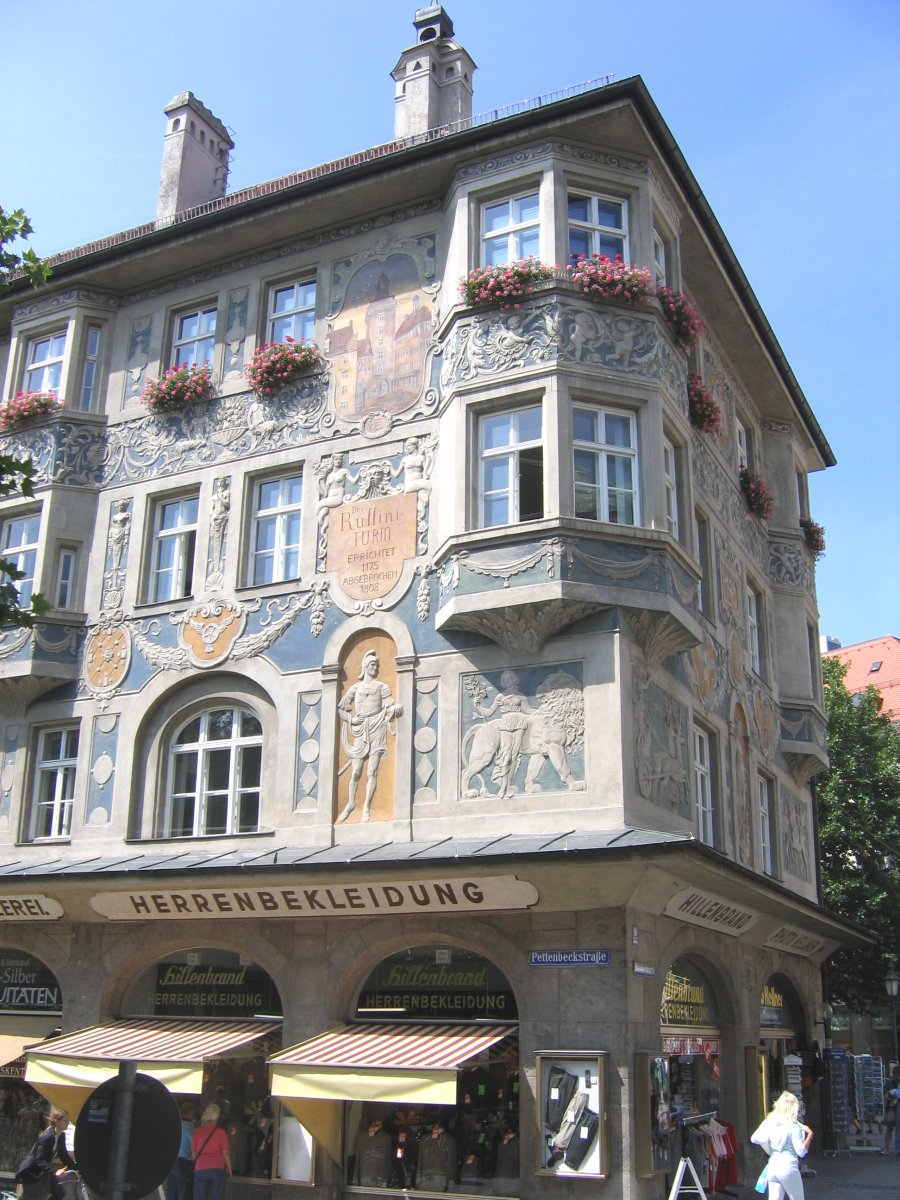
Ruffinihaus in München

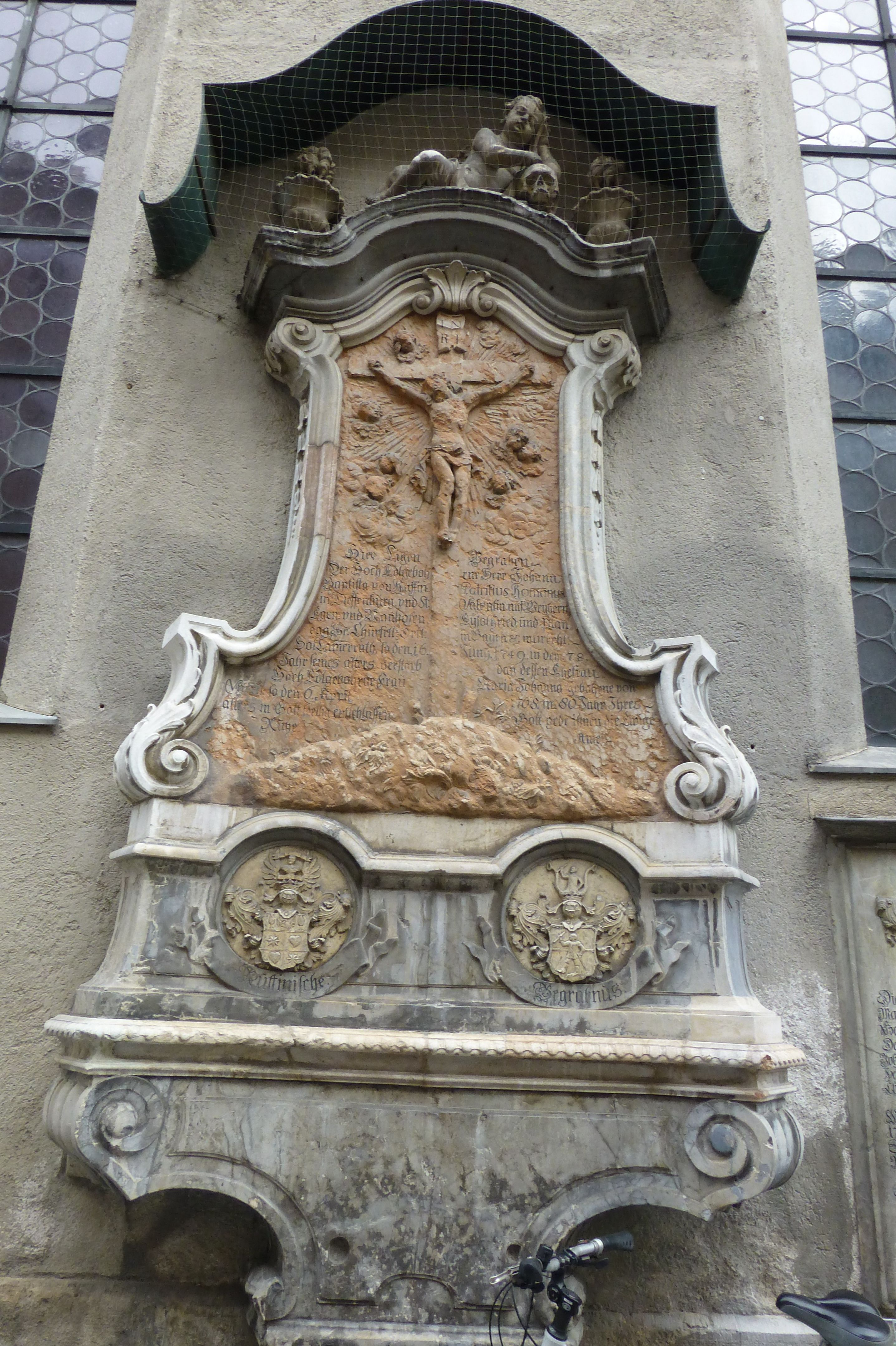
Epitaph von Ruffini und seiner Frau von Unertl an der Außenmauer von St. Peter in München

Ruffinis Familie war vorher am Nonsberg ansässig. Er zog zwischen 1693 und 1695 nach Bayern und ließ sich zuerst in Dießen nieder.
Die Stadt Memmingen bildete traditionell eine wichtige Station für den Salzhandel von Bayern nach Schwaben und in die Schweiz. 1706 schaltete sich die kaiserliche Administration in Bayern ein, zwei Jahre später übernahm die Partnerschaft auf bayerischer Seite Johann Baptist Ruffini, Münchener Wechselherr, dem sich noch im selben Jahr der Augsburger Kaufmann und Bankier Johann Thomas von Rauner der Ältere (1659–1735), an dessen Stelle ab 1720 dessen Sohn Johann Thomas von Rauner der Jüngere (1689–1728) und Schwiegersohn Christian von Münch (1690–1757) anschlossen. 1713 besaßen beide Kaufleute Salzlager in Memmingen, Lindau und Kempten (Allgäu). Die Stadt Landsberg am Lech sollte ihnen binnen vier Jahren 80 000 Fässer Salz im Wert von 960.000 fl. abnehmen.
In der Folge avancierte er zum Bayerischen Hofkammerrat in München sowie zum kaiserlichen Wirklichen Rat und erlangte die bayerische Edelmannsfreiheit. Er war der einzige Münchner, der vom Salzmonopol profitierte. Mit dem gewonnenen Vermögen erwarb er die Güter Weyhern, Eisolzried mit dem Schloss, Nannhofen, Pelkovenschlössl und Planegg und errichtete mehrere Stiftungen. 1720 wurde er zu Wien in den Reichsritterstand erhoben.
Dank einer großzügigen Stiftung des Hofkammerrats und Bankiers konnte am 6. Januar 1737 bei Egid Quirin Asam (1692–1750) ein neuer Sebastiansaltar für das Kloster Fürstenfeld bestellt werden.
An Ruffini erinnert heute noch das 1708 von ihm erworbene Ruffinihaus am Rindermarkt Nr. 12 in München. Heute befindet sich dort das Tourismusamt der Stadt. Im Erdgeschoss gibt es traditionsreiche Münchner Ladengeschäfte. Sein Grabstein ist an der Außenmauer der Münchner Peterskirche zu sehen.

## Familie
Johann Baptist heiratete am 14. Juli 1710 in der Münchener Peterskirche Maria Johanna Unertl (1689–1768), eine Schwester des Geheimen Ratskanzlers und Konferenzministers Franz Xaver Josef Freiherr von Unertl und Nichte des Traunsteiner Salzverwalters Johann Zacharias von Mezger, Edler von Meggenhoven (1778–1844). Dieser Ehe entstammte Franz Xaver Florian (1721–1807), nachheriger kurbayerischer Kämmerer und Hofrat, der mit Diplom vom 7. August 1769 in den Reichsfreiherrnstand erhoben wurde.
Sein Schwiegersohn war der kurbayerische Wirkliche Geheime Rat, Generalfeldmarschall-Leutnant und Hofkriegsratsdirektor Jean-Gaspard Reichsgraf Basselet von La Rosée, sein Enkel der Oberappellationsgerichtspräsident Aloys Reichsgraf Basselet von La Rosée.
In der Literatur wird gelegentlich der Familienname Rufin oder Ruffin benutzt.